# Пеї-де-Клерваль
Пеї-де-Клерваль (фр. Pays de Clerval) — муніципалітет у Франції, у регіоні Бургундія-Франш-Конте, департамент Ду. Пеї-де-Клерваль утворено 1 січня 2017 року шляхом злиття муніципалітетів Клерваль i Сантош. Адміністративним центром муніципалітету є Клерваль. Населення — 1146 осіб (01.01.2021).

## Історія
1 січня 2019 року до Пеї-де-Клерваль приєднано муніципалітет Шо-ле-Клерваль.